# 網紋花花介
網紋花花介（学名：Callistocythere reticulata）为細花介科花花介屬下的一个种。